# José Sacristán
José María Sacristán Turiégano (Chinchón, 27 de setembro de 1937) é um ator e diretor espanhol. Originalmente membro do grupo de comédia Landismo na década de 1970, a sua carreira cinematográfica deu uma guinada importante após a Transição Espanhola, com filmes como Un hombre llamado Flor de Otoño (1978) e Asignatura pendiente (1977).